# Турія (Ковасна)
Турія (рум. Turia) — село у повіті Ковасна в Румунії. Адміністративний центр комуни Турія.
Село розташоване на відстані 178 км на північ від Бухареста, 28 км на північний схід від Сфинту-Георге, 54 км на північний схід від Брашова.

## Населення
За даними перепису населення 2002 року у селі проживали 3568 осіб.
Національний склад населення села:
| Національність | Кількість осіб | Відсоток |
| -------------- | -------------- | -------- |
| угорці         | 3518           | 98,6%    |
| румуни         | 42             | 1,2%     |
| цигани         | 7              | 0,2%     |

Рідною мовою назвали:
| Мова      | Кількість осіб | Відсоток |
| --------- | -------------- | -------- |
| угорська  | 3522           | 98,7%    |
| румунська | 44             | 1,2%     |